# Rio Itacambiruçu
O rio Itacambiruçu é um curso de água brasileiro, afluente da margem esquerda do rio Jequitinhonha, localizado no estado de Minas Gerais. É um dos principais tributários do reservatório da usina hidrelétrica de Irapé.
O rio forma-se pela junção do ribeirão Sujo com o ribeirão da Areia, no limite entre os municípios de Itacambira e Botumirim. O ribeirão da Areia nasce no município de Bocaiúva, nos paredões rochosos da parte meridional da serra do Ribeirão, também conhecida como serra do Curral, localizada nos limites entre os municípios de Bocaiúva, Itacambira e Botumirim. O ribeirão sujo nasce nos paredões rochosos da serra do Macuco, ou serra Olhos D'Água, que é uma porção da serra do Espinhaço.
O rio deságua no reservatório da usina hidrelétrica de Irapé, formada pelo represamento do rio Jequitinhonha, a uma cota altimétrica média de 510 metros  em relação ao nível do mar. O lugar onde se localiza a foz do rio denomina-se Barra do Itacambiruçu e, atualmente, encontra-se parcialmente inundado.